# میلاد آرمون
میلاد آرمون یکی از بازداشت‌شدگان خیزش سراسری ایرانیان در سال ۱۴۰۱ است. او در اعتراضات در شهرک اکباتان دستگیر شده‌است. اتهام وی از طرف دادگاه انقلاب شرکت در قتل آرمان علی‌وردی و محاربه می‌باشد.

## دستگیری و دادگاه
پس از دستگیری به همراه ۴ نفر دیگر (دستگیرشدگان پروندهٔ اکباتان)، او از داشتن وکیل دلخواه خود سلب شده‌است. روند دادرسی عادلانه در مورد وی صورت نگرفته‌است. صدا و سیمای جمهوری اسلامی در ویدئوهایی از او اعترافات اجباری پخش کرده‌است. او در این ویدئو دست‌داشتن در قتل را قبول نمی‌کند و در مقابل هر سوالی که پرسیده می‌شود، تاکید می‌کند که قاتل نیست و مرتکب این اقدام نشده است. با توجه به اتهام‌های وارد شده به وی، در صورت محکوم شدن، احتمال دارد او با حکم اعدام روبه‌رو شود.

### واکنش‌ها
یته گوتلند، نماینده مجلس سوئد، کفالت سیاسی میلاد آرمون را به عهده گرفت.